# Frente de Liberación Nacional (Perú)
El Frente de Liberación Nacional (FLN) fue un partido político en el Perú fundado en 1960 por el teniente general César Pando Egúsquiza, Salomón Bolo Hidalgo y Genaro Carnero Checa. Participó en las elecciones de 1962 recibiendo el apoyo de diversos grupos marxistas.

## Historia

### Antecedentes
Con miras a participar en las elecciones generales de 1962, la dirección del Partido Comunista Peruano decide crear el Frente de Liberación Nacional. Esto ha sido corroborado por el que fue por esos años secretario general de la Juventud Comunista Peruana, Miguel Tauro Lama. En ese tiempo, el Partido Comunista estaba orientado por la concepción browderista que buscaba la disolución de la organización partidaria dentro del frente popular, considerado como agrupación de individuos y no de clases sociales.
En primer lugar, el Frente de Liberación Nacional recibe influencia de Cuba. Los objetivos de FLN se hallaron estrechamente vinculados a los que mantuvo la revolución cubana. De acuerdo con Salomón Bolo, cuando Fidel Castro llegó a Cuba esta se hallaba invadida por los yanquis quienes abusaron de la población. Por ello, este se vio en la obligación de expulsarlos. En este sentido al igual que la doctrina del FLN, la revolución cubana no puede considerarse opuesta al cristianismo, pues en ambos casos se lucha contra los latifundios y los crimines que estos cometen.  (Bolo 1962: 85-87; Rojas 249- 262) 
En segundo lugar,  el Frente de Liberación Nacional recibe influencia del Partido Comunista Peruano (PCP). El FLN, considera al igual que el PCP que el mayor enemigo del Perú es el imperialismo. Los militantes del FLN consideran que el PCP es una organización patriótica que luchan al que ellos por la cultura y la educación. (Bolo 1962: 87-89; Rojas 249- 262)

### Frente de Liberación Nacional (FLN)
Fundado el 4 de noviembre de 1961, sus objetivos fueron la defensa de la soberanía nacional contra el imperialismo, replanteamiento de la reforma agraria (que la tierra se entregue a quien la trabaja ), protección de las comunidades indígenas (devolución de tierras usurpadas por el gamonalismo), recuperación de las riquezas naturales, atención médica a gratuita, igualdad de derecho para todas las mujeres, mejora de las condiciones de trabajo, desarrollo de fuentes de producción de trabajo,  combate contra la oligarquía, realización de elecciones municipales, oposición a la política intervencionista en cualquiera de los pueblos de América Latina.(Bolo 1962)
El FLN se considera afín a los principios de la Revolución Cubana, el Partido Comunista Peruano; así como, al Socialismo y al Progresismo. 

## Líderes
- César Pando Egúsquiza: Candidato a la presidencia por el partido Frente de Liberación Nacional. Tuvo el cargo de Teniente Coronel
- Salomón Bolo Hidalgo: Sacerdote cristiano, miembro fundador del Frente de Liberación Nacional y presidente del mismo partido.
- Genaro Carnero Checa: Director de la revista “1961” y miembro fundador del Frente de Liberación Nacional.

## Elecciones en las que participó

### Elecciones de 1962
Las Elecciones Generales de Perú de 1962 se realizaron el 10 de junio de 1962 para determinar a las principales autoridades nacionales para el periodo 1962-1968, entre ellas, al nuevo Presidente de la República. 
Víctor Raúl Haya de la Torre, obtuvo la mayor votación, pero al no lograr la mayoría ciudadana, el Congreso debía elegir entre él, Fernando Belaúnde Terry, y Manuel A. Odría .Con la candidatura de Cesar Pando, el Frente de Liberación Nacional obtuvo 2.04% a nivel nacional.
| Región | Número de Listas que participaron | % Votos Lista Ganadora | % Votos Agrupación Política | Lugar Obtenido Agrupación | Total de Escaños en contienda | Número de Escaños Obtenidos |
| NACION | 7                                 |                        | 2.04 %                      | 0                         | 1                             | 0                           |

Fuente : INFOGOB